# Villamontagna
Villamontagna is een plaats (frazione) in de Italiaanse gemeente Trento.